# Гипотеза Альвареса

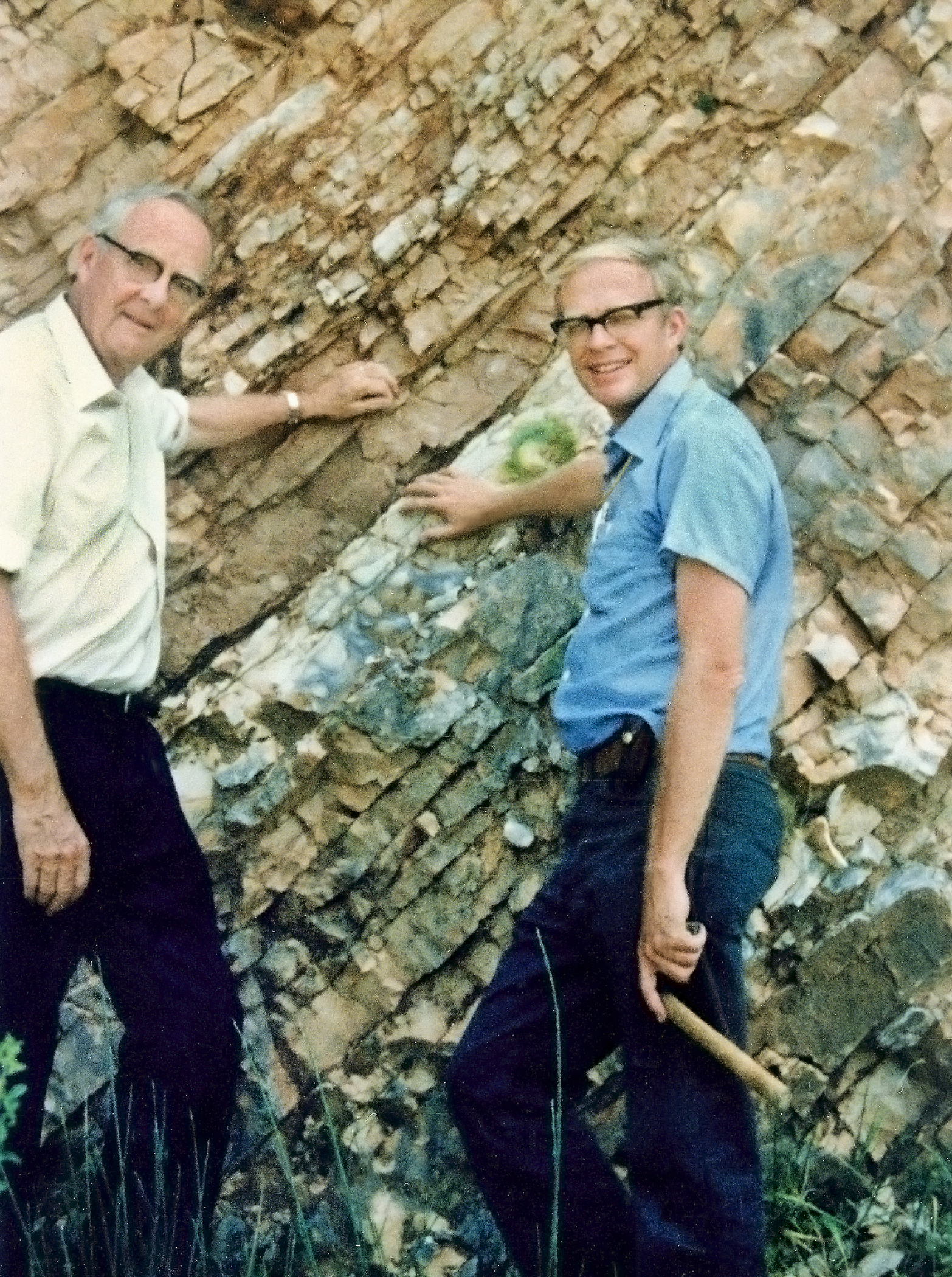
Луис Альварес (слева) и его сын Вальтер Альварес (справа) на фоне мел-палеогеновой границы в Губбио, Италия, 1981 год.

Гипотеза Альвареса состоит в том, что массовое вымирание динозавров и многих других видов живых существ на границе мелового и палеогенового периода было вызвано падением большого астероида на Землю. До 2013 года такое событие датировалось 65 миллионами лет до н. э., но Ренн и соавторы уточнили датировку как 66 млн лет назад. Существуют данные, свидетельствующие о попадании астероида в полуострове Юкатан (Чикшулуб, ныне Мексика). Гипотеза названа в честь отца и сына Луиса и Вальтера Альваресов, учёных, которые предложили её в 1980 году. Чуть позже независимо от них голландский палеонтолог Ян Смит сделал аналогичное предложение.
В марте 2010 года международная группа учёных одобрила гипотезу об астероидах, а именно Чикшулубскую катастрофу, в качестве причины вымирания. Команда из 41 учёного провела обзор научной литературы из 20-летнего диапазона и при этом исключила другие гипотезы, например, массивный вулканизм. Они определили, что внеземной космический объект диаметром в 10-15 км совершил столкновение с планетой Земля в месте, позже названном Чикшулуб (для сравнения — спутник Марса Фобос имеет диаметр около 22 км, а высота горы Эверест — чуть менее 9 км). При столкновении произошло выделение энергии, сравнимое со взрывом 100 млн мегатонн тротилового эквивалента (4,2 × 1023 Дж) — примерно в миллиард раз больше энерговыделения американских боевых атомных бомб, сброшенных на Хиросиму и Нагасаки.
В ходе исследовательского бурения границ Чикшулубского кратера в 2016 году были убедительно подтверждены гипотеза и ряд ранее непрояснённых вопросов. Геофизики обнаружили в центральной части Луизианы огромную рябь, оставленную цунами, образовавшимся после удара астероида Чикшулуб, эквивалентного по силе мегаземлетрясению силой 11 баллов по шкале Рихтера. Мегарябь имела среднюю длину волны 600 м и среднюю высоту волны 16 м.
В 2022 году изучение окаменелостей рыб позволило уточнить, что катастрофа произошла, когда в Северном полушарии была весна. Исследователи отмечают, что в этот период животные были максимально уязвимы и выхаживали потомство. В Южном полушарии животные, готовившиеся осенью к зимней спячке, могли пострадать меньше.